# Рачук, Игорь Антонович
И́горь Анто́нович Рачу́к (8 ноября 1922 — 23 августа 1985, Москва) — советский киновед, писатель, учёный, доктор искусствоведения (1969), профессор (1974).

## Биография
В 1945 году окончил Московский университет. В том же году вступил в ВКП(б). С 16 лет на комсомольской работе, начинал комсоргом в Сызрани, работал секретарём Московского областного комитета ВЛКСМ по пропаганде и агитации, заведующим сектором культурно-массовой работы отдела пропаганды и агитации ЦК ВЛКСМ.
В 1950—1953 годах учился в аспирантуре Академии общественных наук при ЦК ВКП(б), по окончании которой был направлен в распоряжение Московского обкома КПСС, с 28 апреля 1954 года уполномоченный ВОКС в Польше.
С 25 октября 1955 года заместитель начальника Главного управления по производству фильмов Министерства культуры СССР, с 5 июня 1957 года член Оргбюро Союза работников кинематографии СССР, в 1958—1961 годах начальник Управления по производству фильмов Министерства культуры СССР, член коллегии Министерства культуры СССР.
В 1961—1963 годах ответственный секретарь Оргкомитета Союза работников кинематографии СССР (снят с должности 30 октября 1963 года). Преподавал на Высших сценарных курсах.
В 1965 году защитил диссертацию на соискание учёной степени доктора искусствоведения на тему «Утверждение и развитие социалистического реализма в творчестве А .П. Довженко».
С 1967 года заведующий лабораторией Всесоюзного научно-исследовательского кинофотоинститута (НИКФИ), с 1974 года заведующий отделом ВНИИ киноискусства. В 1974—1978 годах заведующий кафедрой кинофотомастерства Московского института культуры.
Печатался с 1946 года. Автор ряда работ по вопросам киноискусства и социологии кино, один из зачинателей советской социологии кино.
Сын — Владимир Игоревич Рачук (1949—1994), предприниматель, банкир.

## Награды
- орден «Знак Почёта»  (28 октября 1948) в связи с 30-летием ВЛКСМ[9]
- нагрудный знак «Отличник кинематографии СССР»[4]